# Bom Jesus do Norte
Bom Jesus do Norte är en kommun i Brasilien.   Den ligger i delstaten Espírito Santo, i den sydöstra delen av landet, 900 km sydost om huvudstaden Brasília. Antalet invånare är 9 479. Arean är 89 kvadratkilometer.
Terrängen i Bom Jesus do Norte är kuperad åt nordväst, men åt sydost är den platt.
Omgivningarna runt Bom Jesus do Norte är huvudsakligen savann. Runt Bom Jesus do Norte är det ganska tätbefolkat, med 58 invånare per kvadratkilometer.